# Peroniel del Campo
Peroniel del Campo es una localidad de la provincia de Soria, partido judicial de Soria, comunidad autónoma de Castilla y León, España. Pueblo de la Comarca de Campo de Gomara que pertenece al municipio de Almenar de Soria. El nombre 'Peroniel' evoca a los 'Peroni', un calzado con hebilla que señalaba a los procónsules romanos.

## Historia
Durante la Edad Media Peroniel fue enclave templario.
El Censo de Pecheros de 1528, en el que no se contaban eclesiásticos, hidalgos y nobles, registraba la existencia de 23 pecheros, es decir unidades familiares que pagaban impuestos. En el documento original figura como Peromiel, formando parte del Sexmo de Arciel. 
A la caída del Antiguo Régimen la localidad se constituye en municipio constitucional, entonces conocido como Peronel en la región de Castilla la Vieja, partido de Soria  que en el censo de 1842 contaba con 86 hogares y 339 vecinos.
El 4 de junio de 1969 este municipio desaparece porque se integra en Almenar de Soria; contaba entonces con 67 hogares y 271 habitantes.

## Geografía humana

### Demografía
| Gráfica de evolución demográfica de Peroniel del Campo entre 1842 y 1960 |
| |
| Población de derecho según los censos de población del INE Población de hecho según los censos de población del INEEn estos censos se denominaba Peronel: 1842 y 1857 Entre el censo de 1970 y el anterior, este municipio desaparece porque se integra en el municipio 42022 (Almenar de Soria) |

En el año 1981 contaba con 79 habitantes, concentrados en el núcleo principal, pasando a 36 en 2010, 23 varones y 13 mujeres.
| Gráfica de evolución demográfica de Peroniel del Campo entre 2000 y 2010                         |
|                                                                                                  |
| Población de derecho (2000-2010) según los censos de población del INE a 1 de enero de cada año. |

### Economía
Como la mayor parte de los municipios de la zona, cuenta con una población exigua, envejecida y declinante. La economía gira en torno al monocultivo del cereal y el pastoreo extensivo del ganado ovino.

## Patrimonio

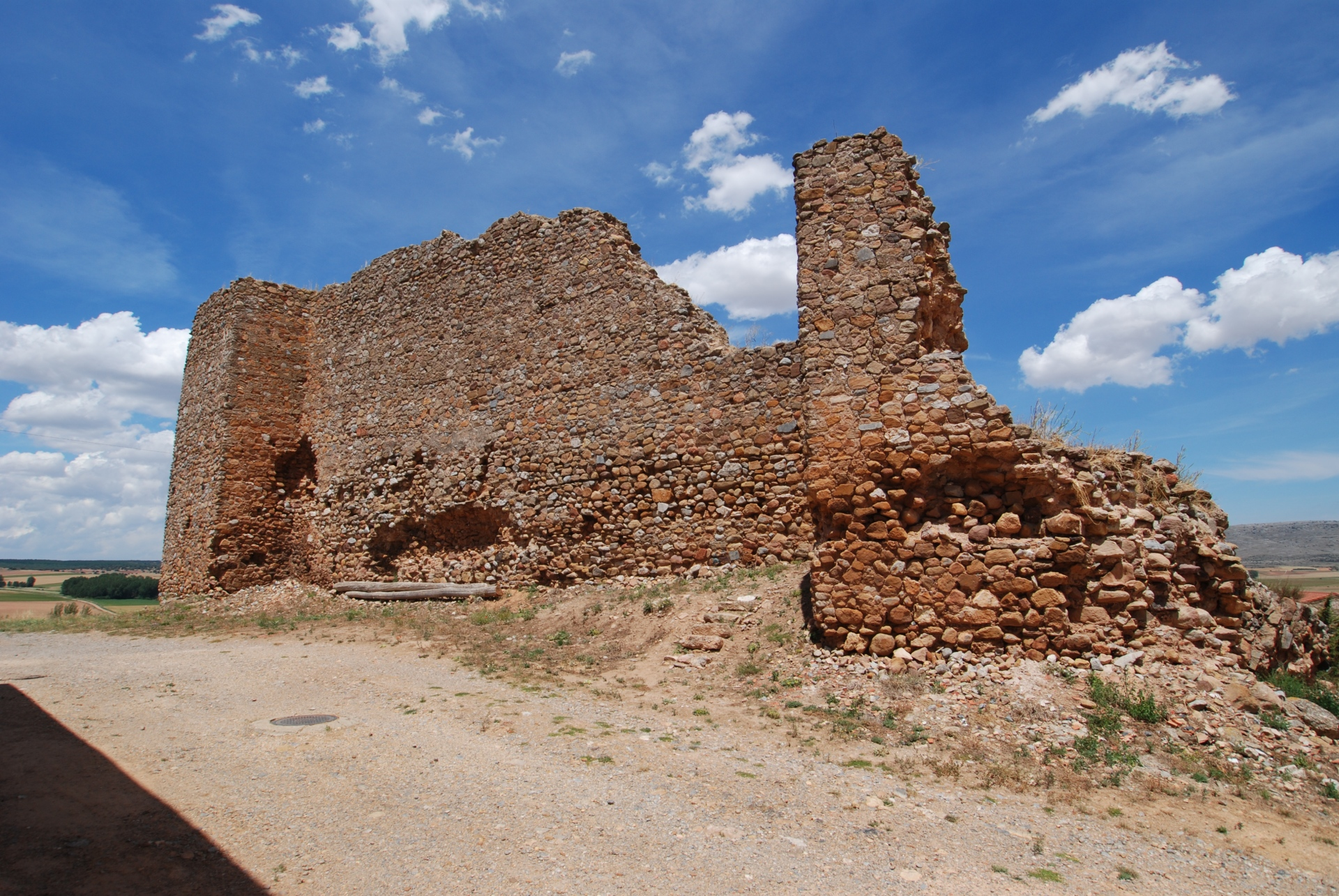
Lienzo del castillo

- Iglesia de San Martín de Tours: La iglesia es románica, de finales del siglo XII con posteriores añadidos y está dedicada a San Martín de Tours. En su interior se conservan un cuadro representando el martirio en Nagasaqui en 1643, de Diego de Morales y Contreras jesuita y natural de Peroniel.
- Ermita de la Virgen de La Llana, origen de la leyenda del cautivo de Peroniel, quien milagrosamente apareció en la ermita dentro de un arca, que se conserva en su interior, en la que era encadenado y encerrado todas las noches en su cautiverio de Argel.
- Castillo de Peroniel.

## Personalidades
Naturales de la localidad de Peroniel del Campo:
- Manuel Martínez, el Cautivo de Peroniel.
- Diego de Morales y Contreras, mártir jesuita. Tiene abierta causa de beatificación.